# احمدآباد (مقاطعة فراشبند)
احمدآباد (بالفارسية: احمدآباد) هي قرية تقع في قسم دهرم الريفي (مقاطعة فراشبند) في إيران. يقدر عدد سكانها بـ 674 نسمة بحسب إحصاء 2016.